# Soledad Real i López
Soledad Real i López (Barcelona, 1917 - Barcelona, 6 de febrer de 2007) va ser una militant comunista catalana.
Va néixer al barri de La Barceloneta l'any 1917. La seva mare era de classe acomodada, brodadora, religiosa i conservadora. El seu pare era un pagès d'Almansa que va emigrar a Barcelona per treballar com a obrer metal·lúrgic a les calderes de la Maquinista Terrestre i Marítima.
Va anar a l'escola fins als 7 anys perquè van expulsar-la per la implicació política del seu pare a la vaga de la Maquinista. Va començar a treballar de forma assalariada als 9 anys cosint a domicili per a una modista del barri. A partir de llavors aniria de feina en feina, totes relacionades amb la confecció: taller particular, fàbrica de confecció de mocadors mecanitzada, i en una fàbrica de confecció d'impermeables. Durant la segona República va treballar en una tenda de roba de nens. Anys més tard va treballar en un taller d'alta costura durant 10 anys.
L'any 1931 coneix al que serà el seu primer marit, Rafael Garcia. Tres anys més tard (1933), amb el seu ingrés al Club cultural i esportiu Avanti de la Barceloneta i en les Joventuts Comunistes, va iniciar la seva activitat en el món polític. Una activitat que no s'aturaria fins a la seva mort el 2007.
Al Club cultural i esportiu Avanti va començar a llegir literatura política i a participar de les activitats de la cèl·lula. Quan esclatà la revolució d'octubre a Astúries (1934) participà en el treball d'atenció i recollida dels refugiats. Amb l'inici de la Guerra Civil es va integrar a les Joventuts Socialistes Unificades de Catalunya (JSUC) i amb aquesta organització va preparar la mobilització i la resistència antifeixista.
Amb el transcurs de la guerra, va formar-se políticament en l'escola de quadres de Lina Òdena i participà en el procés de creació de l'Aliança Nacional de la Dona Jove (1937). L'agost del mateix any sortí triada com a membre del Comitè Nacional de les JSUC, també va ser la responsable de les dones del Comitè Local de les Joventuts Socialistes Unificades (JSU), concretament de la Comissió de la Dona de l'Executiu. El seu company Rafael Garcia, se suïcidà al front d'Aragó. Amb el final de la guerra va ajudar a l'evacuació dels republicans.
Després de voltar per diferents camps de refugiats, les autoritats franceses l'obligaren a tornar a Espanya pel pas d'Hendaia a Irún l'any 1940.
A Barcelona va començar la reconstrucció del PSUC i les Joventuts. Va ser detinguda el 23 d'agost de 1941. Amb el seu trasllat a la presó de dones de les Corts, es va assabentar de l'assassinat a la Via Laietana del seu company José Fornells. Va ser condemnada a 30 anys de presó, acusada d'acte contra la seguretat de l'Estat.
Sortí sota llibertat condicional el 16 de juny de 1957 amb la prohibició de tornar a Barcelona. Es va instal·lar a Madrid i es va casar amb Paco Rebato. L'any 1970 va participar en l'Associació castellana d'Ames de casa y consumidoras. Va freqüentar el Moviment Democràtic de Dones i el club d'amics de la UNESCO (COUM).
L'any 1999 es va presentar com a candidata al Parlament Europeu pel Partit Feminista. També es va dedicar a donar xerrades i conferències parlant de les dones a les presons sobre la repressió de la dictadura.
Va rebre diversos premis, entre d'altres, el Rosa Manzano i Ana Torán de mans del president del govern espanyol, José Luís Rodríguez Zapatero.
Es va traslladar a viure a Barcelona i va col·laborar amb la Fundació Pere Ardiaca que la va fer sòcia d'honor.
Va morir a l'edat de 89 anys el 6 de febrer de 2007 a Barcelona.